# Macrodasyidae
Famille
Les Macrodasyidae sont une famille de gastrotriches.

## Liste des genres
Selon World Register of Marine Species (21 juin 2025) :
- Kryptodasys Todaro, Dal Zotto, Kånneby & Hochberg, 2019
- Macrodasys Remane, 1924
- Thaidasys Todaro, Dal Zotto & Leasi, 2015
- Urodasys Remane, 1926

## Systématique
Cette famille a été décrite par Remane en 1924.

## Publication originale
- (de) Remane, « Neue aberrante Gastrotrichen. I. Macrodasys buddenbrocki nov. gen. nov. spec. », Zoologischer Anzeiger, 1924, vol. 61, p. 289-297.